# Преданность (фильм, 1946)
«Пре́данность» (англ. Devotion) — фильм-биография с добавлением вымышленных событий о жизни сестёр Бронте. В нём сыграл свою последнюю роль Монтегю Лав. Актёр скончался за три года до выхода фильма.
Фильм о жизни сестёр Бронте, слишком свободно названный биографическим, был снят в 1946 году. Главные роли в нём играли: Айда Лупино (Эмили Бронте), Пол Хенрейд (Артур Белл Николлс) и Оливия Де Хэвилленд (Шарлотта Бронте).

## Сюжет
В начале 1800-х сёстры Шарлотта и Энн Бронте готовятся покинуть свою семью: сестру Эмили, брата Бренуэлла, тётю и отца, для того чтобы работать гувернантками. Персонажи Шарлотта и Энн хотят узнать жизнь за пределами дома чтобы писать. Их брат Бренуэлл — талантливый, темпераментный художник, за ним ухаживает Эмили, а Шарлотта и Энн намереваются заработать денег работая в качестве гувернанток, чтобы у брата была возможность обучаться искусству в Лондоне. Однажды ночью когда Бренуэлл напивается в местной таверне приезжает новый викарий его отца — Артур Николлс. Бренуэлл требует чтобы Артур сопровождал его в дом священника. Сначала Артур отказывается, полагая что уже слишком поздно, но затем видя как сильно Бренуэлл пьян соглашается. Эмили открывает дверь и принимает Артура за одного из собутыльников брата. На следующий день, после того, как Бренуэлл уезжает в Лондон, Артур появляется вновь. После того как его приветствует глава семейства м-р Патрик Бронте ошибка Эмили ясна и она и Артур становятся друзьями. Однажды, Эмили показывает Артуру одинокий дом, который вдохновил её написать роман «Грозовой перевал». Спустя некоторое время домой возвращается разочарованный Бренуэлл, упрекая сестёр в своей несостоятельности. Шарлотта и Энн тоже возвращаются в отчий дом. На балу в соседстве Торнтон Артур поражён красотой Шарлотты. Когда Шарлотта понимает, что Эмили интересуется викарием, старшая сестра увлекается им тоже…

## В ролях
- Оливия Де Хэвилленд — Шарлотта Бронте
- Айда Лупино — Эмили Бронте
- Нэнси Коулмен — Энн Бронте
- Артур Кеннеди — Бренуэлл Бронте
- Монтегю Лав — Патрик Бронте
- Этель Гриффис — тётя Бренуэлл
- Виктор Франсен[англ.] — Константин Эже
- Одетта Миртил[англ.] — мадам Эже
- Пол Хенрейд — викарий Артур Николлс
- Сидни Гринстрит — Уильям Теккерей
- Реджинальд Шеффилд[англ.] — Чарльз Диккенс
- Эдмунд Бреон[англ.] — сэр Джон Торнтон
- Мэй Уитти — леди Торнтон
- Эйли Мелион[англ.] — подруга леди Торнтон на балу
- Дорис Ллойд — миссис Ингрэхэм
- Уоллис Кларк[англ.] — мистер Джордж Смит
- Гарри Кординг — кучер испуганных лошадей (в титрах не указан)